# Olivella orejasmirandai
Olivella orejasmirandai is een slakkensoort uit de familie van de Olividae. De wetenschappelijke naam van de soort is voor het eerst geldig gepubliceerd in 1986 door Klappenbach.